# زیگفرید لویتز
زیگفرید لویتز (به آلمانی: Siegfried Lowitz); (زاده ۲۲ سپتامبر ۱۹۱۴ – درگذشته ۲۷ ژوئن ۱۹۹۹) بازیگر اهل آلمان بود.
او در مجموعه تلویزیونی روباه پیر (کاراگاه کاستر) از سال ۱۹۷۷ تا ۱۹۸۶ ایفاگر نقش اروین کاستر و در مجموعه تلویزیونی دِرِک در سال ۱۹۷۴ در نقش سر بازرس اوت بارک بود.